# Santa Maria de les Avellanes
Santa Maria de les Avellanes és l'església parroquial del poble de les Avellanes, al municipi de les Avellanes i Santa Linya (Noguera), protegida com a bé cultural d'interès local.

## Història
No es tenen notícies històriques documentals sobre aquesta parròquia anteriors al final del segle xiii per bé que, indubtablement, existia des de força abans. La parròquia de les Avellanes apareix consignada en la relació d'esglésies del bisbat d'Urgell que contribuïren a la dècima dels anys 1279 i 1280. El terme de les Avellanes fou de la senyoria del monestir de Bellpuig de les Avellanes des del 1318. Aquest domini senyorial no sembla que comportés la subjecció de la parròquia als abats de Bellpuig. L'any 1391 el rector pagà 14 sous en concepte de dècima.
Des del 1906 fins al 1967 s'hi conservaren les despulles dels comtes d'Urgell.

## Arquitectura

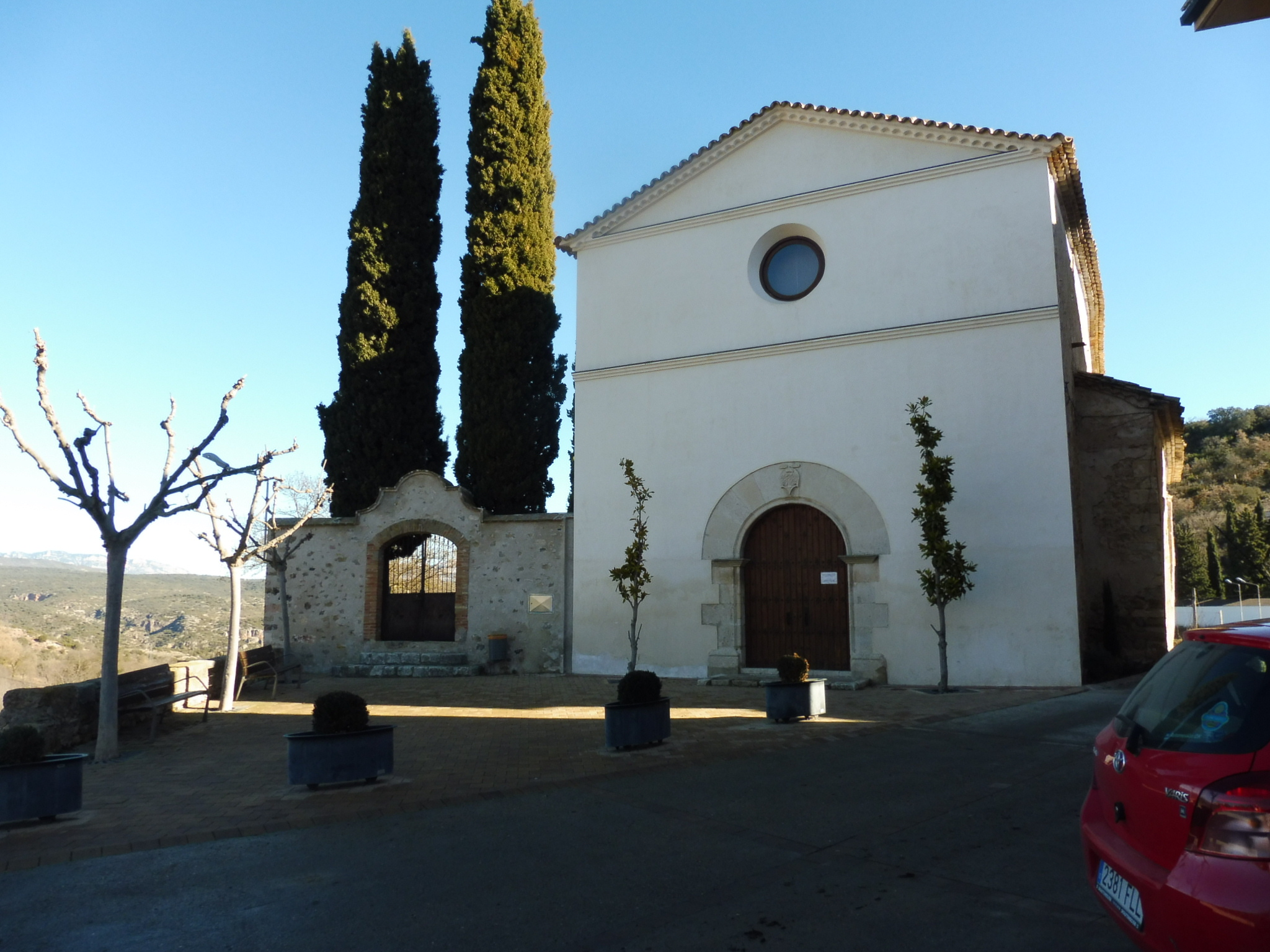
La façana

Ha sofert moltes refeccions al llarg dels anys que han afectat fortament l'estructura romànica. Sembla clar, però, que l'església era d'una sola nau capçada a llevant per un absis semicircular, força alt i amb una finestra allargassada de doble esqueixada i arc de mig punt monolític. La nau és dividida en cinc trams per contraforts interiors que sostenen la coberta, amb pilastres i columnes adossades. Les cobertes són de volta d'arestes a la nau i d'arestes i creueria a les capelles laterals. A l'interior, només l'absis és d'època romànica; les dues capelles laterals vora l'absis, els murs i la volta són obres més tardanes (segles XIV-XVII). És romànica la finestra de doble esqueixada amb arc de mig punt excavat en un bloc monolític, situada a la part central de l'absis. En els trams que resten dels murs de la nau i en l'absis hi ha una cornisa amb motllura de mitja canya a la part superior i amb carreus quadrats i bisellats a la part inferior. L'absis disposa d'un repeu de 50 cm d'alçària i el parament constructiu és fet amb carreus rectangulars, ben escairats, tots amb marques de picapedrer. Els elements descrits indiquen que la datació s'establiria al segle xiii.